# 1757년
1757년은 토요일로 시작하는 평년이다.

## 연호
- 청(淸) 건륭(乾隆) 22년
- 일본(日本) 호레키(宝暦) 7년
- 후 레 왕조(後黎朝) 까인흥(景興) 18년

## 기년
- 류큐(琉球) 쇼보쿠왕(尚穆王) 6년
- 청(淸) 고종 건륭제(高宗 乾隆帝) 22년
- 조선(朝鮮) 영조(英祖) 33년
- 후 레 왕조(後黎朝) 현종(顯宗) 18년

## 사건
- 1월 2일 - 영국이 캘커타를 점령하였다. (7년 전쟁의 일부)
- 6월 23일 - 플라시 전투. 로버트 클라이브가 지휘하는 3,000명의 영국군이 플라시에서 시라지 웃다울라(Siraj Ud Daulah)가 이끄는 강력한 50,000명의 인도군을 물리치다.
- 11월 5일 - 7년 전쟁: 프리드리히 대왕이 프랑스와 신성 로마 제국 연합군과 벌인 로스바흐 전투에서 승리를 거두었다.
- 청나라에서는 광주(廣州)에 이권을 가진 팔기군(八旗軍)과 관료 등이 조정을 움직여, 건륭제(乾隆帝)가 무역항을 광주(廣州) 1곳에만 한정하고, 공행(公行)에 무역독점권을 주었다.(광동 체제)

## 탄생
- 9월 6일 - 프랑스의 군인 질베르 뒤 모티에 드 라파예트 후작. (~1834년)
- 10월 9일 - 프랑스의 왕 샤를 10세. (~1836년)
- 11월 1일 - 이탈리아의 조각가 안토니오 카노바. (~1822년)
- 11월 28일 - 영국의 화가, 시인 윌리엄 블레이크. (~1827년)

## 사망
- 3월 23일 - 조선 21대 국왕 영조의 정비(正妃) 정성왕후. (1693년~)
- 5월 2일 - 조선 19대 국왕 숙종의 제2계비 인원왕후. (정성왕후가 승하한지 한달 만에 승하). (1687년~)